# Новая Москва (Амурская область)
Новая Москва — упразднённое село в Бурейском районе Амурской области России. Исключено из учётных данных в 1974 году.

## География
Село располагалось на правом берегу реки Дея, на расстоянии примерно 2 километров (по прямой) к северо-западу от села Родионовка.

## История
Образовано в 1926—1928 годы, в 1929 году имелось 31 хозяйство и проживало 138 человек. В административном отношении входила в состав Родионовского сельсовета Завитинского района Амурского округа Дальневосточного края.
Решением Амурского исполкома от 7 июня 1974 года № 253, село Новая Москва исключено из учётных данных как несуществующее.